# パイオニア・イブニング・ステレオ
『パイオニア・イブニング・ステレオ』（パイオニア・イブニング・ステレオ）は、1959年11月9日から1964年6月19日までの平日の夕方に放送されていた、文化放送(左チャンネル)とニッポン放送(右チャンネル）の共同による中波(モノラル)2波を使ったステレオ(立体)放送による、ラジオ番組である。パイオニアの一社提供。

## 概要
1961年、米FCC(連邦通信委員会)によって、1波によるFMステレオ音声放送の方式が現在のAM-FM方式に決定し(日本も1963年にそれと同じ方式で決定)、実用化される以前は、国内外に於いて、従来のモノラル音声のラジオ放送局やテレビ放送局が、一部の時間帯に於いて2～3局共同して、ステレオ放送（日本では当初(1960年頃まで)、「立体放送」と呼んでいた）を行っていた。
日本に於いては、先ずNHKが1952年12月に、ラジオ第1放送を左チャンネルで、ラジオ第2放送を右チャンネルで放送する形のステレオ放送を開始。以後、この形式による放送を特別番組として随時行い、1954年11月13日には、これを定時番組化させた「立体音楽堂」が放送開始。

更に民放では、1954年11月27日に、ラジオ東京・文化放送・ニッポン放送の3局が共同で、3元立体放送（=モノラル3波を使った、3チャンネルステレオ放送）による特別番組を先ず実施。1958年9月15日には、文化放送・ニッポン放送共同での初の2チャンネルステレオによる放送番組「ステレオアワー」が放送開始。これを初の帯番組としたのが、当番組である。

## 放送日時及び時間
- 毎週月～金曜 18:15 - 18:30（15分）[1][2][3][4]

## 放送内容
以下の文は、朝日新聞 1959年11月3日 朝刊 P.5 ラジオ・テレビ欄内の番組紹介「立体放送の帯番組 文化とニッポン 月一回、ナマ演奏も」と、同新聞 1962年7月24日 朝刊 P.12 ラジオ・テレビ欄の「ききものみもの」番組紹介欄「ステレオで描く町の自然音「イブニング・ステレオ」」内の記事を要約したものである。
普段は毎回、米で発売されたアナログ・ステレオ盤を紹介していた。

番組開始当初は、毎週月・木はセミ・クラシック又はクラシック、火曜がデキシー中心のジャズ、水曜がポピュラー、金曜がモダン・ジャズの各ジャンルの音楽を取り上げて紹介。月に1回は、一流ジャズバンドによる生演奏も放送していた。

これが1962年7月24日の番組紹介欄では、月・木は一般的に知られているクラシック音楽を、火・水・金はジャズやヒット曲をそれぞれ紹介している状況になっている。
だが時には、番組独自の録音企画もあり、1962年7月24日に番組が700回を迎えた時は、その記念の特別企画として、この日から翌月(8月)25日までの毎週火・水は「ステレオ街を行く」と題し、「東京駅」(7月24日放送)、「銀座のデパート」(7月25日放送)、「後楽園遊園地」(7月31日放送)等、各地の風景の模様を、ステレオ・デンスケやポータブル型のステレオ録音機で収録したのを、ステレオ音楽と組み合わせ編集して放送した。

## 番組内のオリジナルCMについて
番組内では、スポンサーのパイオニアの番組オリジナルCMも制作された。

神奈川県横浜市にある放送番組センター内の放送ライブラリーでは、1961年に文化放送が制作し、第1回ACC CMフェスティバルのラジオ部門で第3位になった「スピーカー・ステレオ装置「パイオニアイブニングステレオ」」(166秒)がライブラリーに収められている。